# Бабий Яр
Ба́бий Яр (укр. Бабин Яр) — урочище в северо-западной части Киева, между районами Лукьяновка и Сырец. Оно находится между улицами Елены Телиги с севера и запада и Юрия Ильенко с юга.
Получил известность как урочище, в котором производились массовые расстрелы гражданского населения, главным образом евреев, цыган, а также советских военнопленных, нацистами и украинскими коллаборационистами во время Второй мировой войны, в период оккупации Украины немецкими войсками.
Первый массовый расстрел произошёл 29—30 сентября 1941 года, в результате которого был убит 33 771 еврей.
Всего было расстреляно около ста тысяч человек. По мнению некоторых источников, одних только евреев в Бабьем Яру было расстреляно около ста пятидесяти тысяч человек (жителей Киева и других городов Украины). При этом лишь 29 человек смогли спастись из Бабьего Яра.
На территории Бабьего Яра находятся несколько памятников, как жертвам Холокоста, так и другим советским гражданам. До Куренёвской трагедии 1961 года здесь находился один из самых больших в Киеве оврагов — длина около 2,5 км, глубина — свыше 50 м. По его дну протекал одноимённый ручей, взятый в настоящее время в коллектор.

## История

### Ранняя история урочища
Впервые упоминается под современным названием в 1401 году, когда хозяйка трактира (укр. «баба»), находившегося здесь, продала эти земли доминиканскому монастырю. В XV—XVIII веках также встречались названия «Шалена Баба» и «Бісова Баба».
В 1869 году вблизи Бабьего Яра был открыт летний военный лагерь — «Сырецкий военный лагерь». В 1895 году на его территории была открыта Дивизионная церковь, уничтоженная после большевистской революции. На месте этой церкви позднее находились ворота Сырецкого концентрационного лагеря.
В 1870 году территория, прилегающая к Бабьему Яру с юга, была использована под строительство Лукьяновского гражданского кладбища (существует ещё Лукьяновское военное кладбище). Кладбище закрыли в 1962 году. В настоящее время территория кладбища — заповедная зона.
В 1891—1894 годах в непосредственной близости к Бабьему Яру было создано Новое еврейское кладбище (с участком для караимов). Оно было закрыто в 1937 году и уничтожено во время Второй мировой войны. Сохранился лишь небольшой фрагмент кладбища и контора. Оставшиеся захоронения были в 1960-е годы перенесены на Байковое (49 участок) и Берковецкое кладбище.
Начиная с 1996 года (впервые в публикации отрицателя Холокоста под псевдонимом «Татьяна Тур») встречаются утверждения, что на территории Бабьего Яра хоронили жертв Голодомора и политических репрессий. Как показывают исследования Т. Евстафьевой и В. Нахмановича, умерших от голода хоронили на находящемся рядом бывшем Братском кладбище, а репрессированных — на Лукьяновском кладбище и в Быковне.

### Во время Великой Отечественной войны

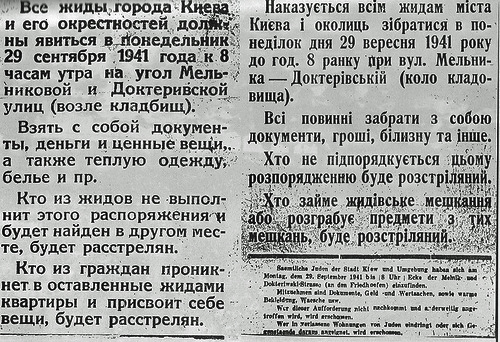
Объявление немецкого командования

Во время Великой Отечественной войны немецкие войска, занявшие Киев 19 сентября 1941 года, использовали Бабий Яр как место массовых расстрелов.
Первый расстрел произошёл 27 сентября 1941 года — были расстреляны 752 пациента психиатрической больницы им. Ивана Павлова, которая находилась в непосредственной близости к оврагу. Точное место расстрела неизвестно.
24 сентября на Крещатике были подорваны дома, в которых располагались представители оккупационной администрации. Взрывы и пожары продолжились в последующие дни, было уничтожено около 940 крупных жилых и административных зданий. В отчёте представителя имперского министерства оккупированных восточных областей от 5 октября 1941 года говорилось, что пожар распространился на площади 200 тысяч м², без крова осталось около 50 тысяч человек.
…Дина заметалась, готовая бежать, но послышался шум и плач. Явился офицер, ведя двух девушек лет по пятнадцати-шестнадцати. Девчонки кричали, рыдали, бросались на землю и пытались целовать сапоги офицера, умоляли заставить их делать всё, что угодно, только не расстреливать. Они были в одинаковых чистеньких тёмных платьицах, с косичками. — Мы из детдома! — кричали они. — Мы не знаем, кто мы по национальности. Нас принесли грудными! — 

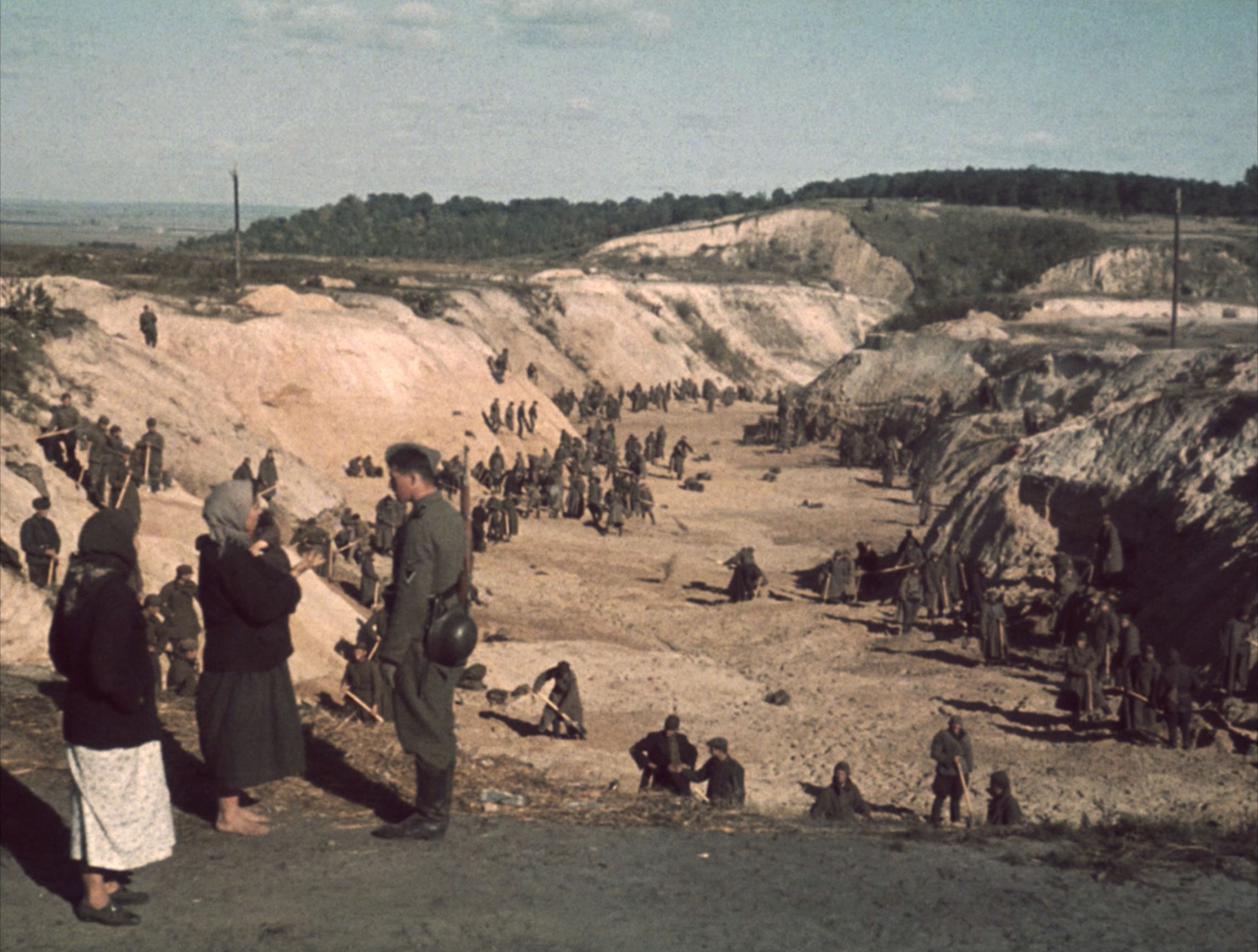
Бабий Яр, разбор вещей погибших. Фотография Й. Хеле

Офицер смотрел, как они валяются, и отодвигал ноги. Велел им и Дине следовать за ним. Вышли на ту же площадь, где раздевали. Здесь по-прежнему валялись кучи одежды, туфель. За вещами, в сторонке, сидели тридцать или сорок стариков, старух и больных. Верно, это были остатки, выловленные по квартирам. Одна старуха лежала парализованная, завёрнутая в одеяло. Дину и девочек посадили к ним. Девочки тихо плакали…

Одна из многих десятков тысяч жертв Бабьего Яра — Валентин. Фото 1939 года из музея Яд ва-Шем

В конце сентября 1941 года зондеркоманда захватила девять ведущих раввинов Киева и приказала им сделать воззвание: «После санобработки все евреи и их дети, как элитная нация, будут переправлены в безопасные места…» 27—28 сентября нацистские власти отдали приказ о том, чтобы 29 сентября еврейское население города к 8 часам утра явилось в назначенную точку сбора с документами и ценными вещами. За невыполнение приказа полагался расстрел. По городу было расклеено около 2 тысяч объявлений. Одновременно через дворников и управдомов распространялась дезинформация о намерении провести перепись и переселение евреев. Большинство из пришедших составляли женщины, дети и старики (взрослое мужское население было призвано в армию), кроме евреев были представители других национальностей из интернациональных семей.

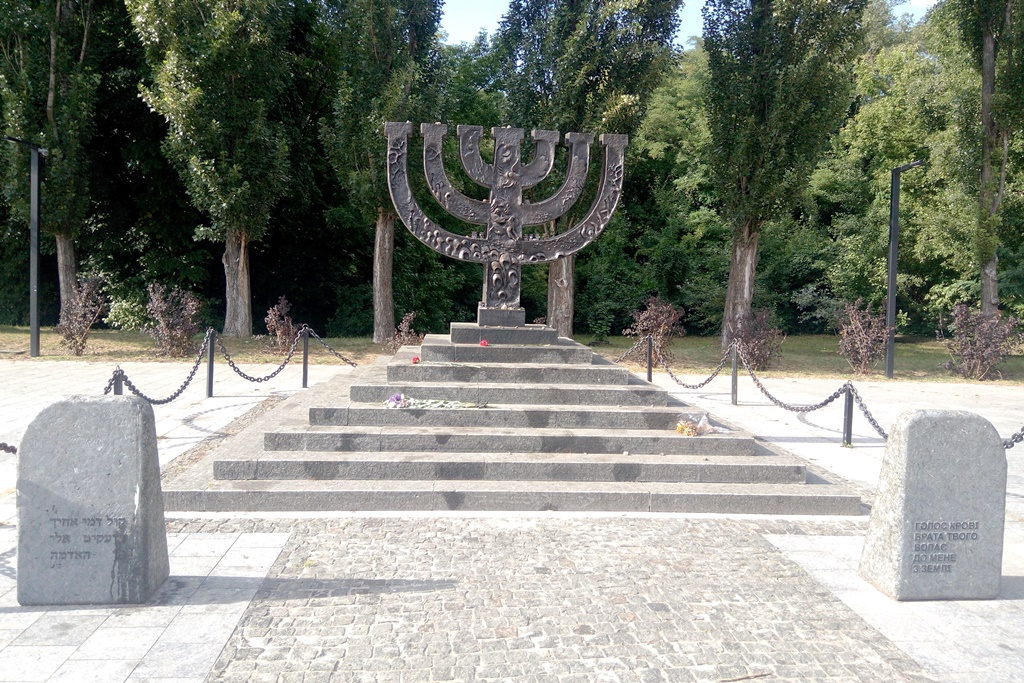
Менора. Бабий Яр

В конце улицы был устроен пропускной пункт, за которым находилась скрытая со стороны канцелярия. Поочерёдно за пропускной пункт отводили 30—40 человек, где у них отбирали вещи и заставляли раздеваться. Затем полицаи с помощью палок загоняли людей в проходы в насыпи на краю оврага глубиной 20—25 метров. На противоположном краю находился пулемётчик. После того, как ров заполнялся 2—3 слоями трупов, сверху их присыпали землёй.
Я остановился поблизости, и находившиеся на поляне украинцы стали нагружать машину вещами. С этого места я видел, что прибывавших евреев — мужчин, женщин и детей — встречали также украинцы и направляли к тому месту, где те должны были по очереди складывать свои пожитки, пальто, обувь, верхнюю одежду и даже нижнее бельё. В определённом месте евреи должны были складывать и свои драгоценности. Всё это происходило очень быстро: если кто-нибудь задерживался, украинцы подгоняли его пинками и ударами. Я думаю, что не проходило и минуты с момента, когда человек снимал пальто, до того, как он уже стоял совершенно голый. Не делалось никакого различия между мужчинами, женщинами и детьми…
Раздетых евреев направляли в овраг примерно 150 метров длиной, 30 метров шириной и целых 15 метров глубиной. В этот овраг вело 2 или 3 узких прохода, по которым спускались евреи. Когда они подходили к краю оврага, немецкие полицейские хватали их и укладывали на трупы уже находившихся там расстрелянных евреев. Это происходило очень быстро. Трупы лежали аккуратными рядами. Как только еврей ложился, подходил немецкий полицейский с автоматом и стрелял лежавшему в затылок. Евреи, спускавшиеся в овраг, были настолько испуганы этой страшной картиной, что становились совершенно безвольными… Это был конвейер, не различавший мужчин, женщин и детей. Детей оставляли с матерями и расстреливали вместе с ними… В яме я увидел трупы, лежавшие в ширину тремя рядами, каждый примерно 60 метров. Сколько слоёв лежало один на другом, я разглядеть не мог. Вид дергающихся в конвульсиях, залитых кровью тел просто не укладывался в сознании, поэтому детали до меня не дошли… В то время, как одни люди раздевались, а большинство ждало своей очереди, стоял большой шум.
Украинцы не обращали на него никакого внимания. Они продолжали в спешке гнать людей через проходы в овраг. С места, где происходило раздевание, овраг не был виден, так как он находился на расстоянии примерно 150 метров от первой группы одежды. Кроме того, дул сильный ветер и было очень холодно.
Выстрелов в овраге не было слышно… Из города прибывали все новые массы людей, и они, по-видимому, ничего не подозревали, полагая, что их просто переселяют.
Поскольку расстрелять всех прибывших за одни сутки не удалось, в качестве пункта временного содержания прибывших на ночь использовались помещения военных гаражей.
Сохранившиеся цветные фотографии Й. Хеле, выполненные вскоре после расстрелов, не позволяли точно идентифицировать место, поскольку рельеф яра сильно изменился в послевоенный период, в особенности после Куренёвского оползня 1960-х гг. Тем не менее исследование, проведённое в 2020—2021 г., позволило сопоставить фотографии с аэрофотографиями того же времени и точно локализовать все места событий.
За два дня 29 и 30 сентября 1941 года зондеркоманда «4а» под командованием штандартенфюрера Пауля Блобеля (входившая в состав Айнзатцгруппы «С» под командованием бригаденфюрера СС и генерал-майора полиции Отто Раша) при участии 45-го и 303-го батальонов немецкой полиции порядка полицейского полка «Юг» и украинской вспомогательной полиции расстреляли в этом овраге 33 771 человека (это количество не включает малолетних детей до 3 лет, которых тоже убивали в эти два дня). Зондеркоманда «4а» и 45-й батальон немецкой полиции порядка приняли непосредственное участие в расстрелах. Военнослужащие 303-го батальона немецкой полиции порядка стояли в оцеплении мест расстрела. На этом расстрелы не прекратились. Дальнейшие расстрелы евреев прошли 1 и 2 октября, 8 октября и 11 октября 1941 года.
Русские мужья провожали своих еврейских жен. 
Русские жены провожали своих еврейских мужей. Приближаясь к Бабьему Яру, мы услышали стрельбу и нечеловеческие крики. Я начала понимать, что здесь происходит, но маме ничего не говорила…
Когда мы вошли в ворота, нам велели сдать документы и ценные вещи и раздеться. Один немец подошёл к маме и сорвал с её пальца золотое кольцо. Я увидела, как группа за группой раздеваются женщины, старики и дети. Всех подводят к открытой яме, и автоматчики расстреливают их. Затем подводят другую группу…
Я своими глазами видела этот ужас. Хотя я находилась не совсем близко от ямы, я всё равно слышала жуткие крики обезумевших людей и приглушённые голоса детей, звавшие: «Мама, мама…»
Нехватка жилья, особенно в Киеве, в результате обширных пожаров 
и взрывов была ощутимой, но после очищения от евреев её удалось устранить благодаря вселению в освободившиеся квартиры…
29 и 30 сентября спецобработан 31771 еврей…
Массовые казни продолжались вплоть до ухода немцев из Киева. 10 января 1942 года были расстреляны около 100 матросов Днепровского отряда Пинской военной флотилии. Бабий Яр стал местом расстрела пяти цыганских таборов.
По разным подсчётам, в Бабьем Яру в период с 1941 по 1943 год было расстреляно от 70 000 до 200 000 человек. Евреи-заключённые, которых нацисты заставили сжигать тела в 1943 году, говорили о 70—120 тысячах.
В феврале — марте 1942 года там же были расстреляны 621 член Организации украинских националистов (сторонников Андрея Мельника) и поэтесса Елена Телига с коллегами из газеты «Украинское слово». Историк и педагог Илья Левитас считает, что их убивали в застенках гестапо на Владимирской улице.
Кроме того, на месте военного лагеря частей Красной армии (бывший военный лагерь Русской императорской армии) был открыт Сырецкий концентрационный лагерь, в котором содержались коммунисты, комсомольцы, подпольщики, военнопленные и другие. Всего в Сырецком концлагере погибло по меньшей мере 25 000 человек.
В Бабьем Яру создавался экспериментальный мыловаренный завод для выработки мыла из убитых, но достроить его немцы не успели. Отступая из Киева и пытаясь скрыть следы преступлений, нацисты в августе — сентябре 1943 года частично уничтожили лагерь, откопали и сожгли на открытых «печах» десятки тысяч трупов, кости перемалывались на привезённых из Германии машинах, пепел был рассыпан по окрестностям Бабьего Яра. В ночь на 29 сентября 1943 года в Бабьем Яру произошло восстание занятых на работах у печей 329 заключённых-смертников, из которых спаслись 18 человек, остальные 311 были расстреляны. Спасшиеся узники выступили свидетелями попытки нацистов скрыть факт массового расстрела.
В официальном сообщении Чрезвычайной государственной комиссии (ЧГК) о трагедии в Бабьем Яру, отредактированном в Управлении пропаганды ЦК ВКП(б) и утверждённом заместителем председателя Совета Народных Комиссаров СССР В. М. Молотовым, слово «евреи» было заменено на «мирные советские граждане».

### Исполнители расстрелов
Трибуналом по айнзацгруппам (англ. The Einsatzgruppen Case) установлено, что расстрелы 29 и 30 сентября 1941 года в Бабьем Яру выполняла зондеркоманда «4а» айнзатцгрупы «С» под руководством штандартенфюрера СС Пауля Блобеля при поддержке 45-го и 303-го батальонов немецкой полиции (нем. Polizei-Bataillon) порядка полка полиции «Юг». Эти подразделения были усилены подразделениями украинской вспомогательной полиции и поддержаны местными коллаборационистами.
В публицистических статьях разных авторов можно найти документально не подтверждённую информацию об участии украинских националистов в расстрелах, в частности Буковинского куреня (которого в то время в Киеве не было). По показаниям Пауля Блобеля во время трибунала и за подтверждением 106 отчета айнзатцгрупп, украинская милиция (полиция) вывешивала объявление в Киеве. Кроме того, немцы на оккупированных территориях вооружали украинскую вспомогательную полицию очень ограниченным количеством винтовок и патронов к ним, не включая в вооружение пулемёты, из которых проводились расстрелы в Бабьем Яру.

### Процессы над виновными
Коменданта Киева генерал-майора Курта Эберхарда, отдавшего приказ о расстреле, подвергнуть суду не успели — он покончил с собой в 1947 году в Штутгарте. Начальник зондеркоманды «4a» Пауль Блобель был приговорён в 1948 году к смертной казни через повешение и казнён в 1951 году в Ландсбергской тюрьме. Комендант Киевской полиции Андрей Орлик (настоящее имя Анатолий Конкель) был уволен из полиции вскоре после сентябрьских казней. В конце войны под именем Анатолий Орлик он служил в дивизии СС «Галичина» в звании сотника, попал в плен к западным союзникам и находился в лагере в Римини (Италия). Впоследствии, как и многие другие дивизионники из лагеря в Римини, Анатолий Конкель выехал в Великобританию, где жил под именем Анатолий Орлик и умер в Бирмингеме в мае 1989 года, на девяностом году жизни.
Генеральный комиссар Киева Хельмут Квитцрау к ответственности не привлекался, умер в 1999 году.
Отто Раш, начальник айнзацгруппы «C», под чьим руководством были проведены массовые убийства евреев в Бабьем Яру, после войны был арестован и привлечён в качестве обвиняемого к процессу по делу об айнзацгруппах. Дело в отношении Раша было прекращено в связи с заболеванием им болезнью Паркинсона.
С 1967 по 1968 год в земельном суде Дармштадта проходил процесс над бывшими сотрудниками зондеркоманды «4a». Главный обвиняемый Куно Каллсен был приговорён к 15 годам заключения, Курт Ханс и Адольф Янссен — к 11 годам, Август Хефнер — к 9 годам, Виктор Войтон — к 7 годам, Кристиан Шульте — к 4 годам и 6 месяцам заключения, Александер Ризле — к 4 годам заключения. Георг Пфарркирхер, Эрнст Конзее и Виктор Трилл были освобождены согласно § 47 уголовного кодекса ФРГ.
Бывший штурмбаннфюрер СС и командир 45-го полицейского батальона Мартин Бессер не был привлечён к судебной ответственности по состоянию здоровья.

### После войны
После освобождения Киева Красной армией 6 ноября 1943 года Сырецкий концентрационный лагерь использовался в качестве лагеря для немецких военнопленных до 1946 года. После этого лагерь был снесён, а на его месте в конце 1950-х — начале 1960-х был построен жилмассив Сырец и разбит парк им. Сорокалетия Октября. В 1960-е годы в советской прессе появились упоминания о массовых расстрелах в Бабьем Яру.

#### Застройка района. Сель 13 марта 1961 года
В середине 1950-х годов Бабий Яр был частично засыпан, и через него были проложены две магистрали. Одна из них, улица Мельникова, разрезала Бабий Яр на две неравные части — большую северную и маленькую южную. Южная часть была превращена в сквер, часть которого впоследствии была снесена под гаражи. Северная часть Бабьего Яра частично была использована под строительство жилого массива Сырец, частично под спортивный комплекс и парк.
В 1950 году городские власти постановили залить Бабий Яр жидкими отходами соседних кирпичных заводов. Овраг был перегорожен земляным валом с целью незатопления жилых районов. Параметры вала и пропускная способность дренажной системы не соответствовали нормам безопасности. Утром в понедельник 13 марта 1961 года, в результате бурного таяния снега, вал не выдержал напора воды, и образовавшийся селевой поток высотой до 14 метров хлынул в сторону Куренёвки. Жидкой пульпой была залита площадь около 30 га, были разрушены десятки зданий, практически полностью уничтожено трамвайное депо имени Красина.

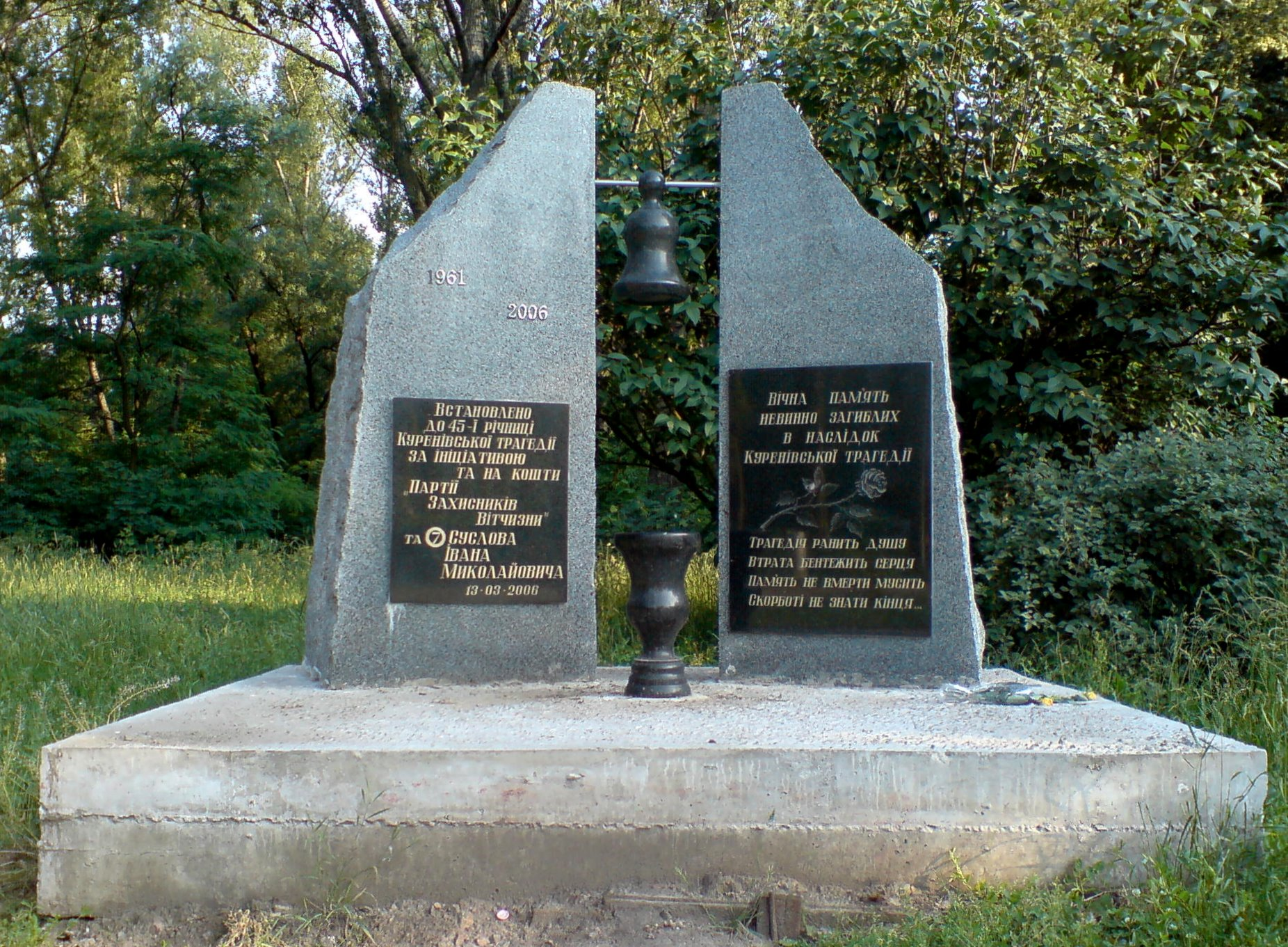
Памятник жертвам Куренёвской трагедии, открытый в марте 2006 года

Информация о катастрофе подвергалась цензуре, её масштабы преуменьшались. Многие жертвы были похоронены на разных кладбищах в Киеве и за его пределами с указанием в документах вымышленных дат и причин смерти, часть тел так и осталась ненайденной в толще затвердевшей пульпы. Согласно официальному сообщению Правительственной комиссии по расследованию причин аварии, «в районе аварии погибло 145 человек». По оценке украинского историка Александра Анисимова реальное количество жертв составило порядка 1,5 тысяч человек. Одновременно было уничтожено Кирилловское кладбище, находившееся в Кирилловской роще — поросшем деревьями участке Бабьего Яра от его середины до устья, где расположена построенная в середине XII столетия Кирилловская церковь. Этот эпизод в истории Бабьего Яра называют Куренёвской трагедией.
После катастрофы работы по заполнению яра были продолжены. Вместо земляной дамбы была построена бетонная, проложена новая дренажная система и приняты другие меры безопасности. Часть пульпы, выплеснувшейся на Куренёвку, уже в затвердевшем виде перевозилась самосвалами назад для засыпки яра. Впоследствии через заполненные отроги яра была проложена дорога с Сырца на Куренёвку (часть нынешней улицы Елены Телиги), устроен парк (вблизи от нынешней станции метро «Дорогожичи»).

#### Памятник жертвам Холокоста

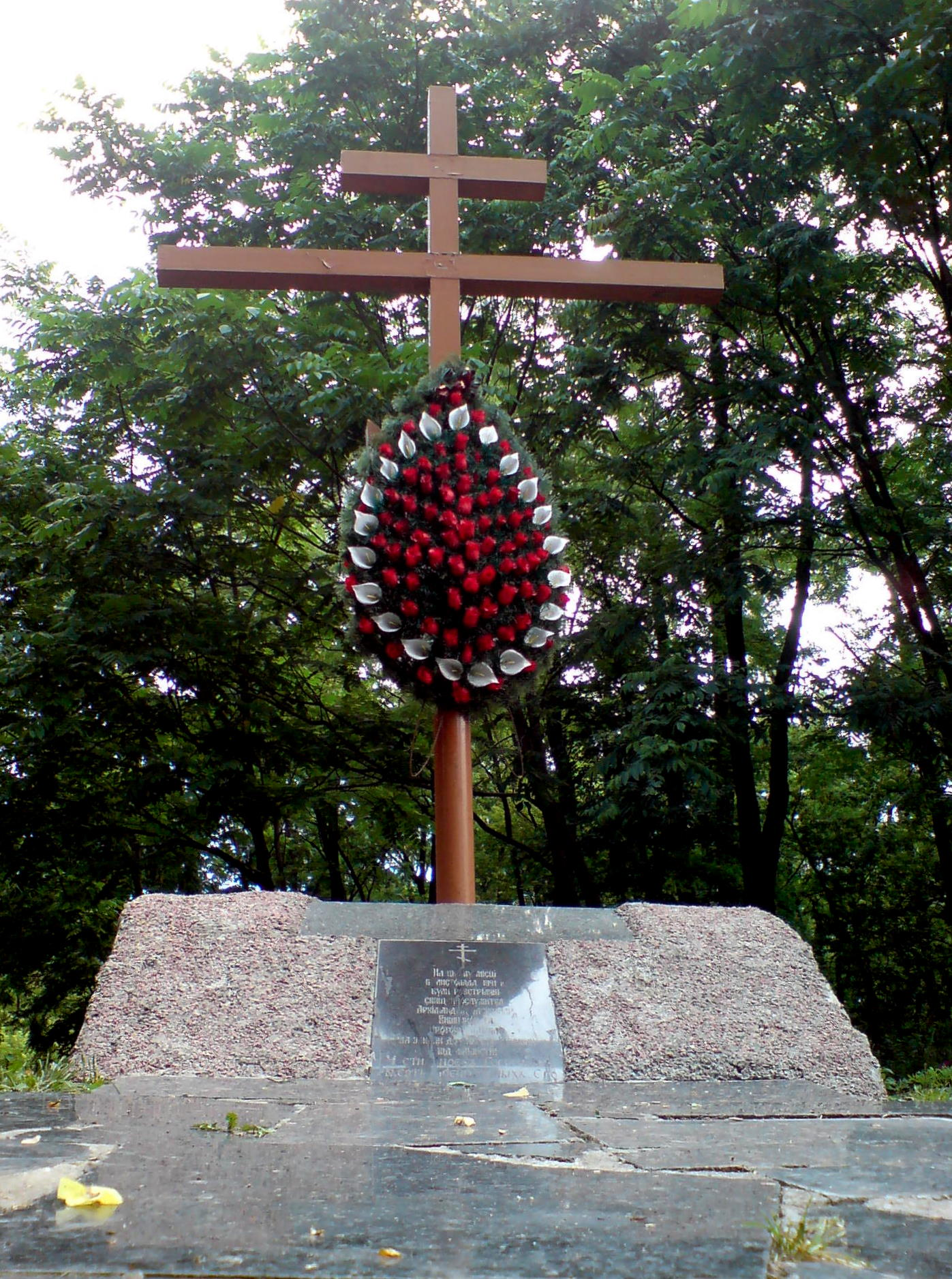
Крест на месте расстрела православных священников в ноябре 1941 года

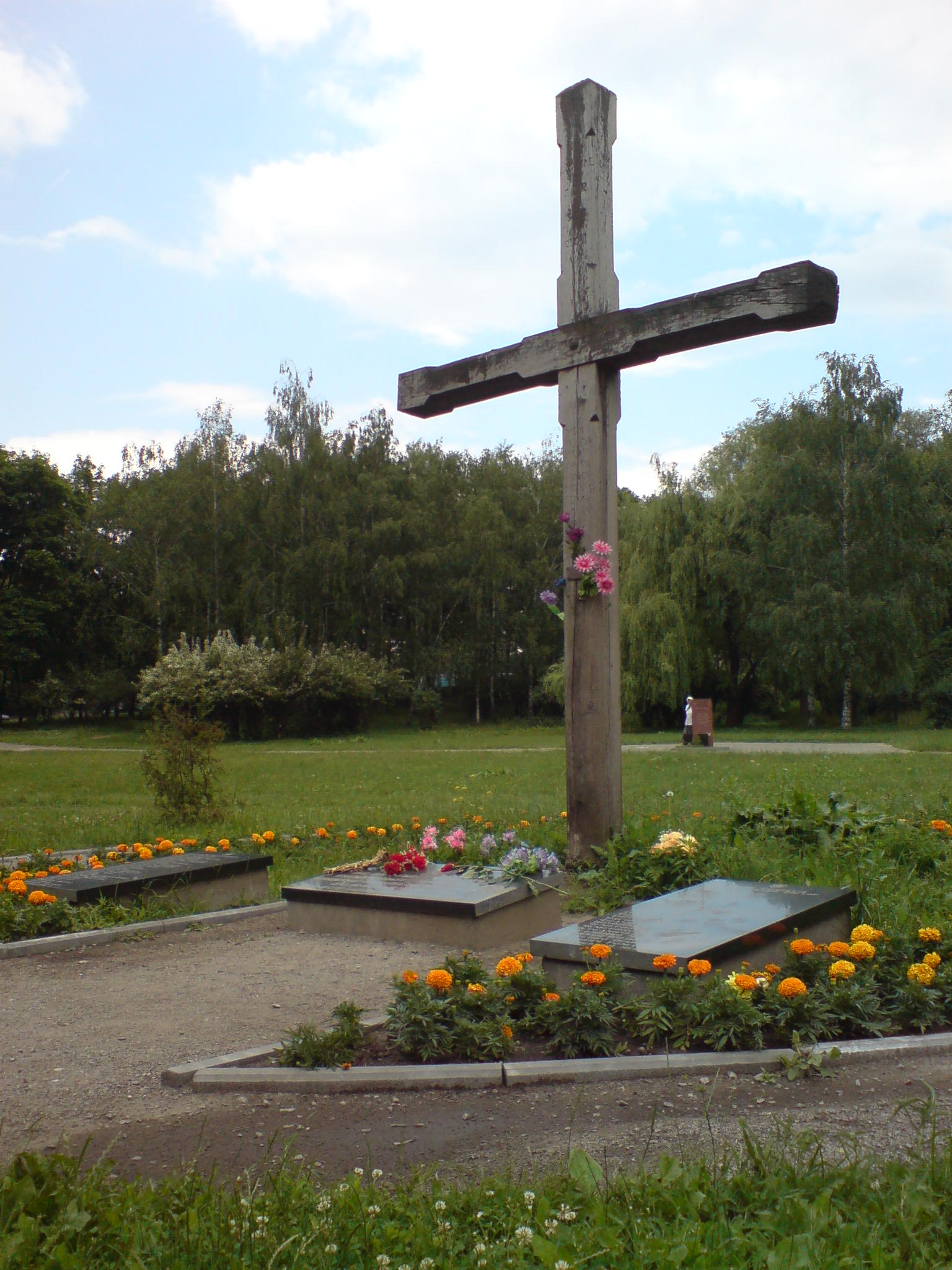
Крест в память о расстрелянных в Бабьем Яру украинских националистах

В 1965 году был объявлен закрытый конкурс на лучший памятник жертвам Бабьего Яра. Лучшими были признаны проекты известных киевских архитекторов И. Каракиса и А. Милецкого. Однако представленные проекты не соответствовали мировоззрению властей, и конкурс закрыли, а в октябре 1966 года в сквере в южной части оврага был установлен другой гранитный обелиск, на месте которого в 1976 году был открыт указанный ниже памятник. Открытие памятника было встречено жёсткой критикой за пределами СССР за то, что евреи не упоминались особо.

#### Телецентр
В начале 1970-х на месте Нового еврейского кладбища были построены корпуса телецентра.

#### 2000-е годы
- 30 марта 2000 года в северной части Бабьего Яра была открыта станция метро «Дорогожичи».
- 24 марта 2001 года решением Киевского Совета здание закрытого кинотеатра имени Юрия Гагарина, находившегося на месте Дивизионной церкви, было передано Украинской православной церкви Московского патриархата с целью создания Сырецкого мемориала (собор Пресвятой Богородицы, музей, памятник и кинолекторий). Ещё несколько лет назад действовал продуктовый рынок, ныне здание заброшено.
- 2 апреля 2003 года с целью увековечения памяти жертв Бабьего Яра был создан общественный Комитет «Бабий Яр»[38].
- 23 сентября 2005 года президент Украины Виктор Ющенко издал распоряжение № 1172/2005-рп «О мерах по реализации государственной политики в сфере межнациональных отношений, религий и церкви», в котором, в частности, поручал Кабинету Министров до 15 октября 2005 года рассмотреть вопрос о присвоении Бабьему Яру статуса Государственного историко-культурного заповедника[39].
- 1 марта 2007 года кабинет министров издал постановление № 308 о создании Государственного историко-мемориального заповедника «Бабий Яр»[40].
- 26—27 сентября 2006 года в Киеве прошёл второй Международный форум «Жизнь народу моему!», посвящённый 65-летию трагедии в Бабьем Яру. Организаторами форума стали правительство Украины, Фонд «Всемирный форум памяти Холокоста» и мемориальный центр «Яд ва-Шем».

#### Ракетный удар российских войск в 2022 году
1 марта 2022 года в ходе вторжения России на Украину российская ракета разорвалась неподалёку от мемориала, когда российские военные пытались уничтожить находящуюся неподалёку киевскую телебашню; мемориал получил осколочные повреждения. В результате ракетного удара погибло по меньшей мере 5 человек.

## Мнения
Да, в Бабьем Яру были расстреляны не только евреи, но только евреи были расстреляны здесь лишь за то, что они были евреями.Виктор Некрасов
Согласно тогда господствовавшей у нас идеологии все жертвы Бабьего Яра не заслуживали народной памяти: украинцы — националисты, военнопленные — подлые трусы и предатели. По поводу евреев бытовало мнение: что это за нация, если не сопротивляясь фашистам, по первому зову оккупантов пришла, как стадо овец, в Бабий Яр на расстрел… О тысячах военнопленных умалчивали — разве могли солдаты, офицеры, генералы доблестной советской армии тысячами сдаваться в плен?!Анатолий Игнащенко

## Увековечение памяти жертв

### В СССР

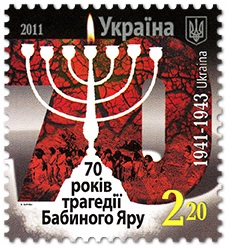
Почтовая марка Украины, выпущенная в связи с 70-й годовщиной трагедии Бабьего Яра (2011)

Советская идеология включала установку на замалчивание Холокоста как геноцида, направленного против еврейского народа. Это включало в себя практику мемориализации памяти жертв, в рамках которой евреев не следовало выделять и вообще упоминать. Поэтому на памятниках погибшим писали «мирные жители» или «советские граждане». Одно из наиболее ярких проявлений стирания памяти об уничтожении евреев — история с памятником в Бабьем Яру. Само возведение памятника откладывали с 1945 до 1976 года. А после его возведения информация о том, кто именно были эти более 100 тысяч убитых, оставалась фигурой умолчания до конца существования СССР
13 марта 1945 года было принято Постановление Совета народных комиссаров УССР и ЦК КП(б)У № 378 «О сооружении монументального памятника на месте Бабьего Яра», в соответствии с которым началась работа по созданию парка и установке памятника на месте захоронения жертв немецко-фашистских оккупантов (автор проекта — архитектор А. В. Власов). Памятник планировалось возвести к 1950 году, однако в связи с активизацией государственного антисемитизма в СССР в последние годы жизни Сталина проект остался нереализованным.
Первый памятник в стиле соцреализма был открыт только в 1976 году. Надпись на украинском языке гласит: «Здесь в 1941—1943 годах немецко-фашистскими захватчиками были расстреляны свыше ста тысяч граждан города Киева и военнопленных», евреи не упоминались. Только в 1989 году появились такие же надписи на русском и идише, а в 1991 году в память о погибших евреях был установлен мемориал в виде меноры.

### В независимой Украине
17 июня 2011 года состоялось заседание комиссии по увековечению памяти жертв Бабьего Яра под руководством премьер-министра Украины Николая Азарова. Госкомиссия, созданная по распоряжению руководства страны, приняла официальное решение об увековечении памяти жертв Бабьего Яра. Она будет заниматься проведением мероприятий, связанных с 70-летием со дня трагедии. Создана рабочая группа в составе восьми человек, которая состоит из семи украинских министров, от еврейской общины Украины туда входит Вадим Рабинович, президент Всеукраинского еврейского конгресса (ВЕК).
Работа над Мемориальным центром Холокоста «Бабий Яр» началась в 2015 году, руководителем проекта стал Илья Хржановский.

### Современные памятники в Бабьем Яру и его окрестностях

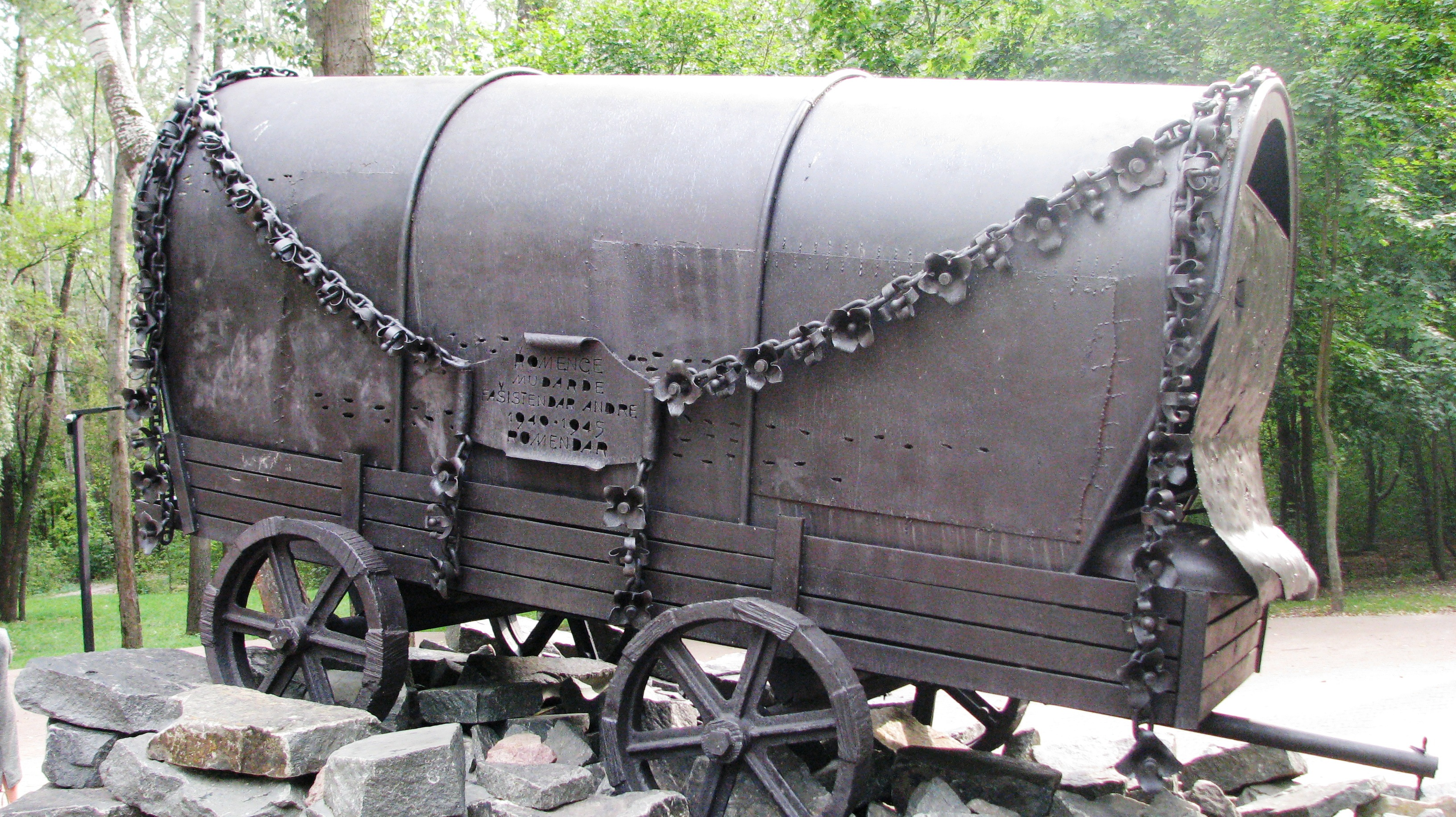
Памятник расстрелянным ромам. Киев, Бабий Яр

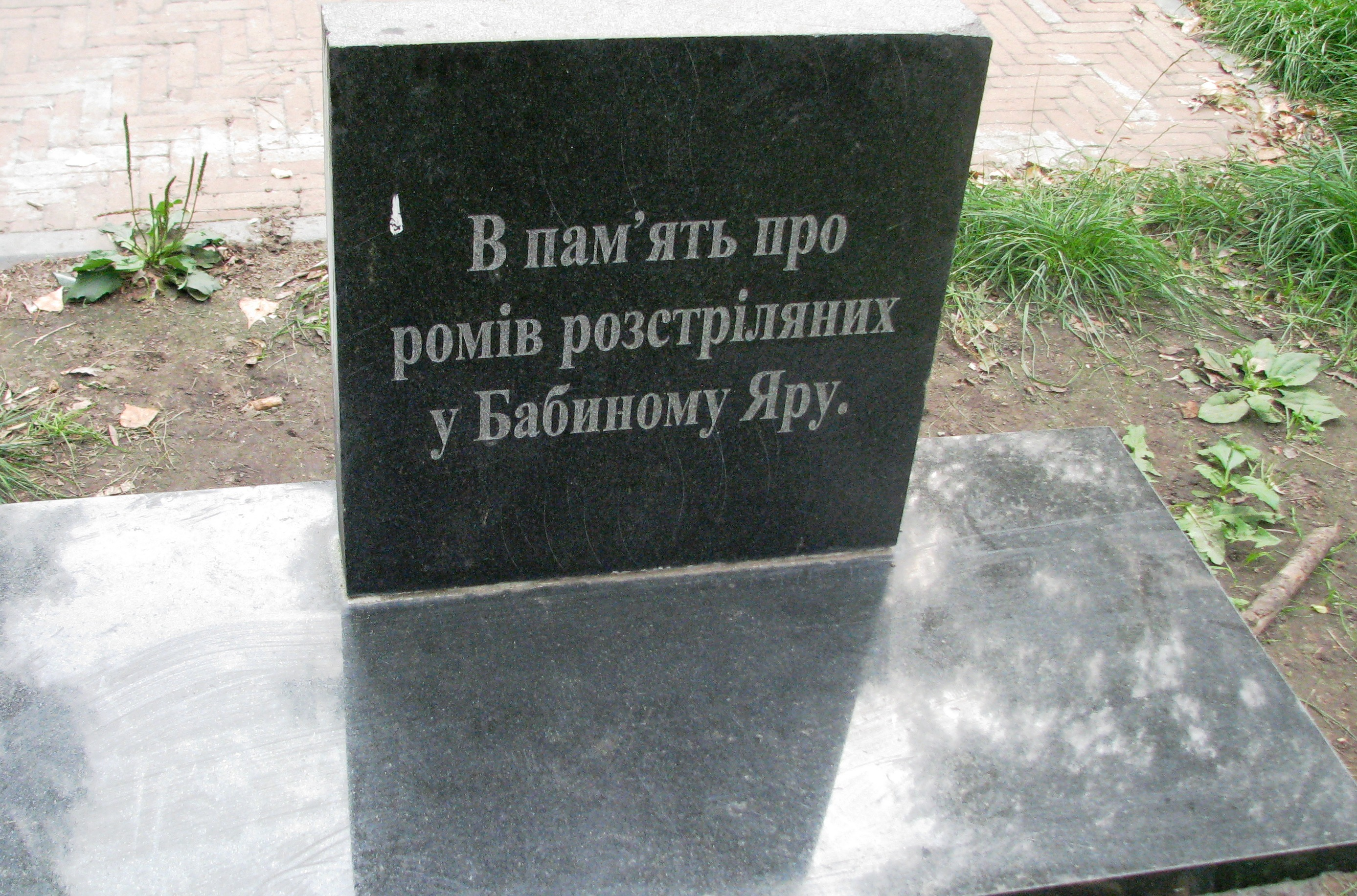
Мемориальная табличка

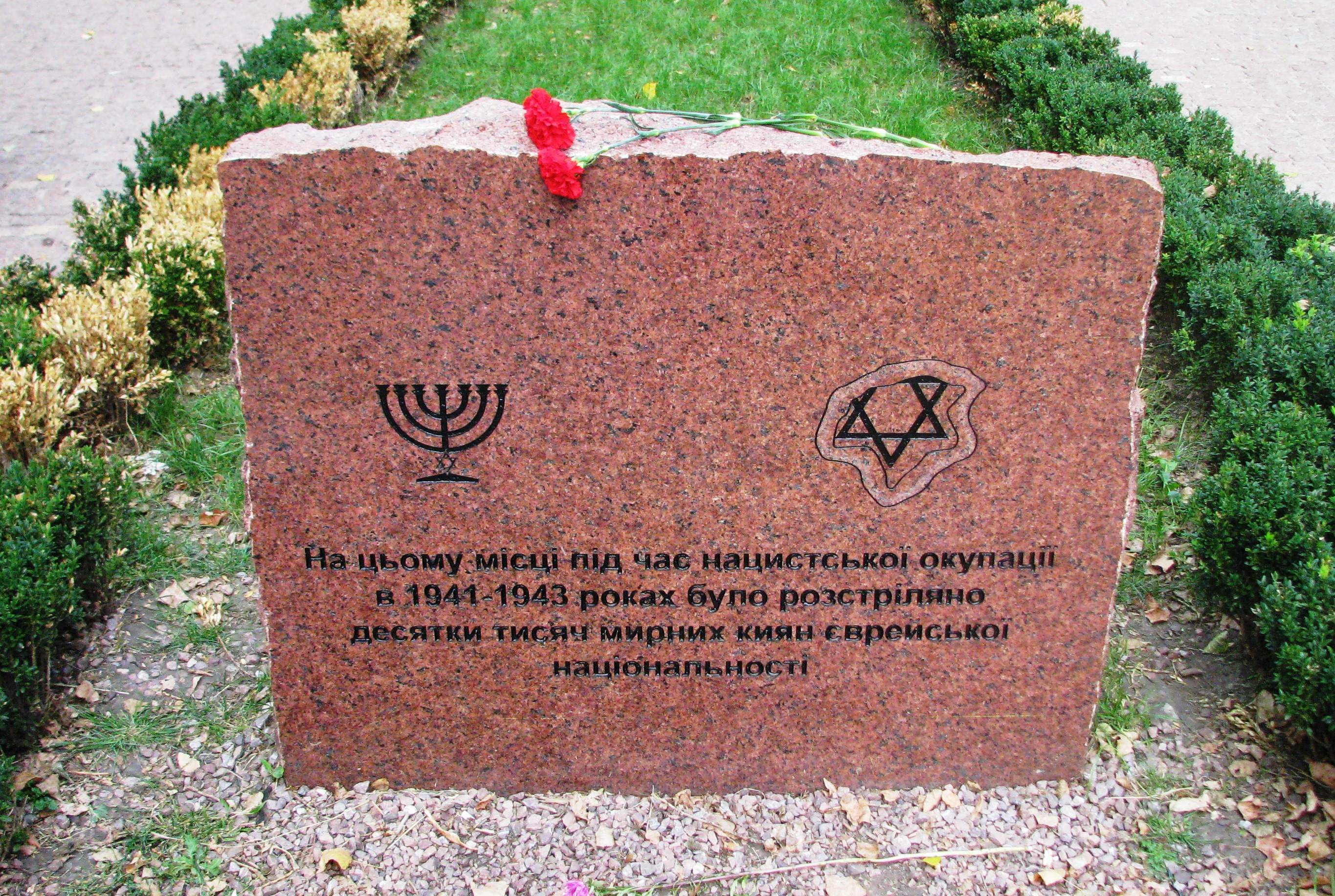
Мемориальный камень в Бабьем Яру

- «Памятник советским гражданам и военнопленным солдатам и офицерам Советской армии, расстрелянным немецкими оккупантами в Бабьем яру», представляет собой многофигурную композицию из бронзы. Открыт 2 июля 1976 года.
- «Менора в Бабьем Яру» — памятник расстрелянным евреям в виде меноры. Установлен 29 сентября 1991 года, в 50-летнюю годовщину первого массового расстрела евреев. От бывшей конторы еврейского кладбища к памятнику проложена вымощенная плиткой «Дорога скорби».
- Крест в память о 621 расстрелянном члене ОУН, установлен 21 февраля 1992 года, в 50-летие расстрела Елены Телиги и её соратников.[К 1]
- Крест в память расстрелянных православных священников. Установлен в 2000 году на месте, где 6 ноября 1941 года были расстреляны архимандрит Александр и протоиерей Павел, призывавшие население к сопротивлению нацистам.
- Православный храм в честь иконы Божьей Матери «Всех скорбящих радость» в Бабьем Яру[54].
- Камень на месте предполагавшегося еврейского общинного центра. Заложен 29 сентября 2001 года, в 60-летнюю годовщину первого массового расстрела евреев. Общинный центр так и не был построен.
- Памятник уничтоженным детям. Открыт 30 сентября 2001 года напротив выхода из станции метро «Дорогожичи».
- Стела в память остарбайтеров, установлена в 2005 году.
- Памятник жертвам Куренёвской трагедии в виде колокола, установлен в марте 2006 года.
- Памятник расстрелянным 27 сентября 1941 года душевнобольным.
- Крест в память немецких военнопленных.
- Памятник работы неизвестного автора, представляющий собой три креста, сваренных из железных труб, с надписью на одном из них «И на этом месте убивали людей в 1941 Господи упокой их души».
- Памятник подпольщице, еврейке Тане Маркус (угол улиц Дорогожицкой и Телиги).
- 25 февраля 2017 года открыт памятник Елене Телиге[55].
- К 75-й годовщине трагедии в сентябре 2016 года был открыт памятник расстрелянным цыганам в виде цыганской повозки[56].

### Памятники в других странах

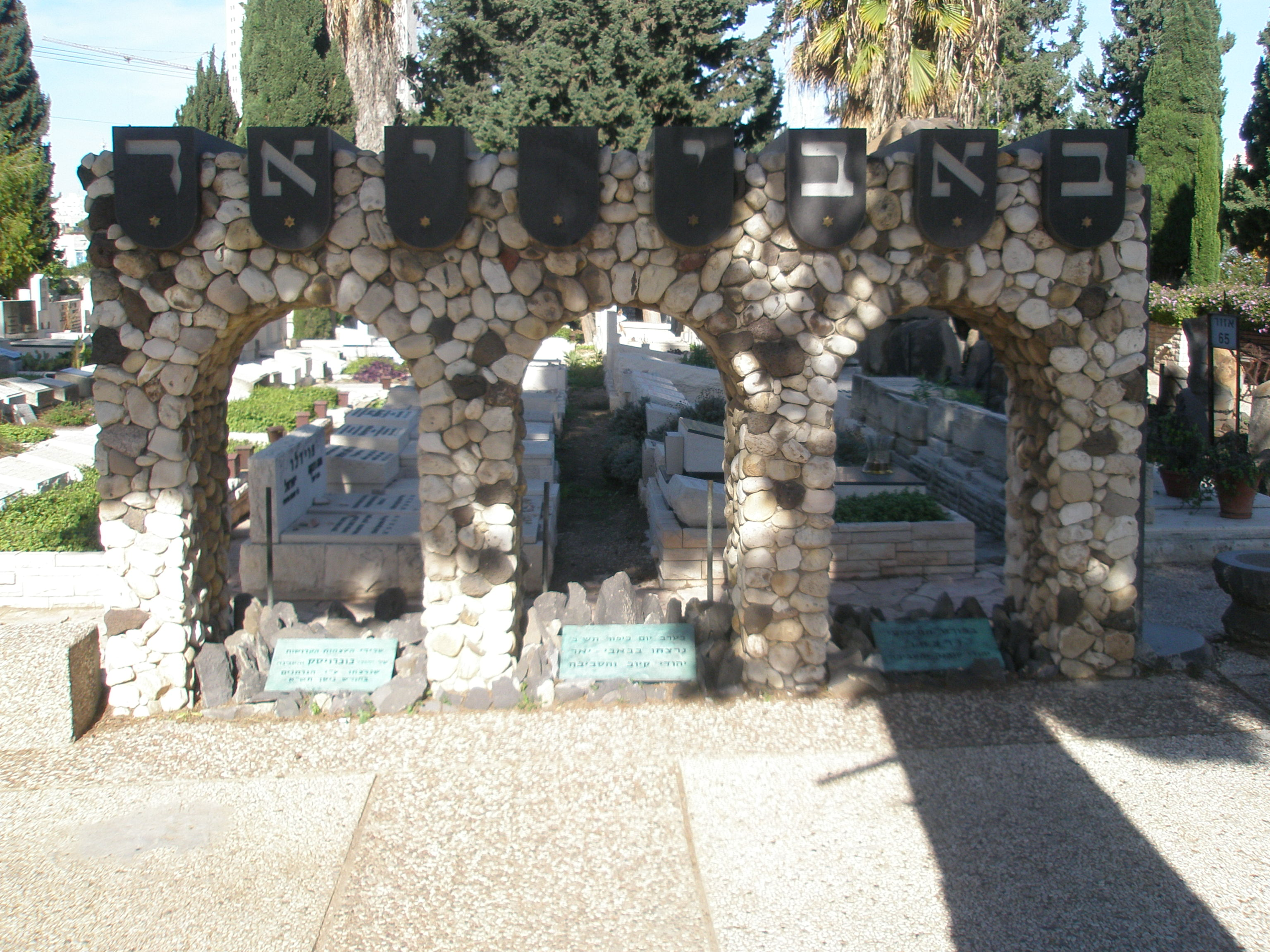
Памятник в Нахалат-Ицхак в Израиле (большая надпись сверху — «Бабий Яр»)

- Памятник погибшим в Бабьем Яру на кладбище Нахалат-Ицхак[англ.] в Израиле.

### Музеи
Музеи Бабьего Яра существуют в США (Нью-Йорк), Японии и других странах.

## В искусстве

### Документальные фильмы
- «Бабий Яр. Уроки истории» (СССР, 1981), реж. Александр Шлаен[60][61].
- «Бабий Яр. Правда о трагедии» (СССР, 1991), реж. А. Шлаен[60][61].
- «Назови своё имя по буквам» (Украина—США, 2006), реж. Сергей Буковский.
- «Бабий Яр. Контекст» (Украина—Нидерланды, 2021), реж. Сергей Лозница[62][63].

### Художественные фильмы
- «Непокорённые» (СССР, 1945), реж. Марк Донской.
- «Дамский портной» (СССР, 1990), реж. Леонид Горовец. По мотивам одноимённой повести Александра Борщаговского.
- «Бабий Яр» (Украина, 2002), реж. Николай Засеев-Руденко.
- «Бабий Яр» (Германия—Беларусь, 2003), реж. Джефф Кэнью.

### Музыкальные произведения
- Дмитрий Клебанов. 1-я симфония, Памяти мучеников Бабьего Яра (1945)[64]. Тематический материал симфонии пронизан еврейскими мелодиями, а апофеозом стал скорбно-траурный вокализ, напоминающий еврейскую поминальную молитву Кадиш. После запрета на исполнение симфонии композитора отстранили от должности председателя Харьковской организации Союза композиторов и на долгие годы отодвинули присвоение ему звания профессора. Симфония была исполнена через 45 лет, в 1990 году в Киеве, но Клебанова уже не было в живых[65][66].
- Дмитрий Шостакович. 13-я симфония, Реквием для Бабьего Яра (1962)[67]. Написана на основе поэмы Евгения Евтушенко «Бабий Яр».
- Александр Розенбаум. «Бабий Яр» (1988)[68].
- Семён Чудновский. «Песня о Бабьем Яре»[69].
- Тамара Гвердцители. «Бабий Яр»[70].
- Сергей Никитин. «Бабий Яр»[71].
- Нателла Болтянская. «Бабий Яр»[72].
- Нехама Лившиц. «Колыбельная Бабьему Яру»[73].
- Инна Труфанова. «Долгая дорога в лету»[74].
- Трио Мерхавим. «Бабий Яр»[75].